# Carlo Rubbia

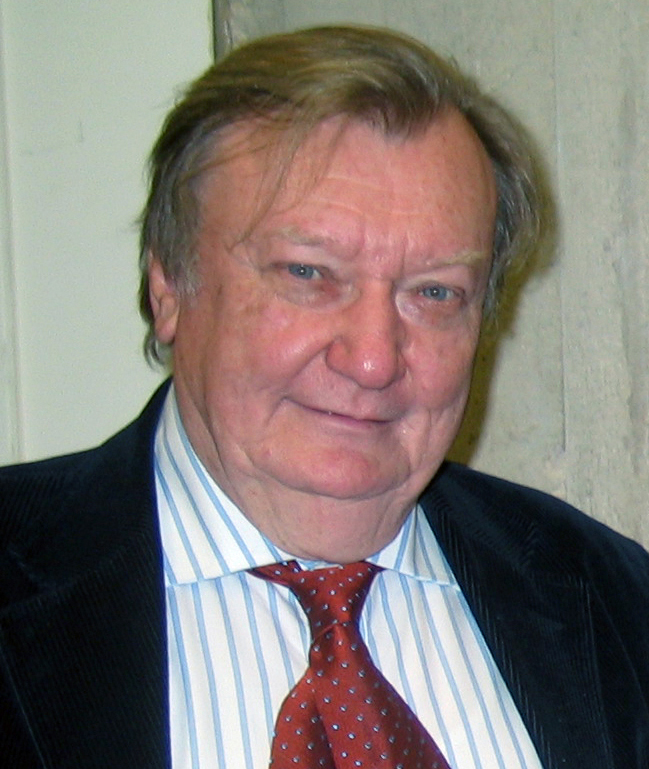
Carlo Rubbia (2005)

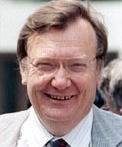
Carlo Rubbia

Carlo Rubbia (* 31. März 1934 in Gorizia) ist ein italienischer Physiker in der experimentellen Teilchenphysik. Rubbia erhielt 1984 zusammen mit Simon van der Meer den Physik-Nobelpreis „für ihre maßgeblichen Beiträge bei dem großen Projekt, das zur Entdeckung der Feldteilchen W und Z, Vermittler schwacher Wechselwirkung, geführt hat“. 
1976 hatte er die damals kühne Idee, den Protonenbeschleuniger SPS am CERN in einen Proton-Antiproton-Collider umzubauen, was die nötigen Schwerpunktsenergien für den direkten Nachweis schwerer Vektorbosonen (W-, Z-Boson) liefern sollte. Unter seiner Leitung wurde dafür der UA1-Detektor am CERN errichtet mit dem 1983 der Nachweis des W-Bosons gelang. Dabei schuf er sich den Ruf eines vorausblickenden Physikers und erfolgreichen Wissenschaftsorganisators von großer Durchsetzungskraft. Von 1989 bis 1993 war er Generaldirektor des CERN.
Rubbia studierte Physik an der Universität Pisa und der Scuola Normale Superiore in Pisa mit dem Abschluss 1957 bei Marcello Conversi mit einer Arbeit über experimentelle Forschung an kosmischer Strahlung und dem Laurea-Abschluss an der Universität Pisa 1958. Als Post-Doktorand war er an der Columbia University, wo er über Zerfall und Einfang von Myonen in Kernen forschte. Ab 1960 war er am CERN, wo er sich ebenfalls mit Experimenten zur schwachen Wechselwirkung befasste am ISR. Darunter waren in den frühen 1970er Jahren frühe Experimente zur Entdeckung von Baryonen mit Charm. Andererseits war er 1972/73 am Fermilab am EA1 Experiment beteiligt, dass in scharfer Konkurrenz zu CERNs Gargamelle war und etwa gleichzeitig mit diesem schwache neutrale Ströme entdeckte (aber etwas später veröffentlichte).
Während seiner Zeit als Präsident der „Italian National Agency for New Technologies, Energy and the Environment“, ENEA, von 1999 bis 2005 arbeitete Rubbia am Archimedes-Projekt zur Verbesserung solarthermischer Kraftwerke. Von ihm stammt auch das Konzept des Rubbiatron für einen beschleunigergetriebenen Kernreaktor, den er als inhärent sicheren Reaktortyp sieht. 
Von 2006 bis 2009 war Rubbia wissenschaftlicher Chefberater am spanischen Forschungszentrum für Energie, Umwelt und Technologie, CIEMAT. 2009 wurde er zum Spezialberater für Energie des Generalsekretärs der UN-Wirtschaftskommission für Lateinamerika und die Karibik, ECLAC.
Im Zeitraum Juni 2010 bis Mai 2015 war Rubbia wissenschaftlicher Direktor am Institute for Advanced Sustainability Studies (IASS e. V.) in Potsdam und ist dort mittlerweile Honorary Senior Fellow.
Am 30. August 2013 wurde Carlo Rubbia vom Staatspräsidenten Giorgio Napolitano zum Senator auf Lebenszeit ernannt. Er ist Mitglied der Accademia Nazionale delle Scienze und der Accademia Nazionale Virgiliana. 1975 wurde er in die American Academy of Arts and Sciences gewählt. Er ist Mitglied der Accademia Nazionale dei Lincei, seit 1987 Mitglied (Foreign Associate) der National Academy of Sciences und seit 1988 auswärtiges Mitglied der Russischen Akademie der Wissenschaften. Seit 1992 ist er ordentliches Mitglied der Academia Europaea. Seit 2001 ist er Ehrenmitglied der Österreichischen Akademie der Wissenschaften. 2004 wurde er Ehrendoktor der RWTH Aachen. Für 2020 wurde ihm der Global Energy Prize im Bereich Conventional Energy zuerkannt.

## Dokumente
- 1991 – Gesichter der Schweiz von Nicolas Gessner u. a. Dokumentarfilm zur 700-Jahre-Jubiläumsfeier der Eidgenossenschaft. Episode: Carlo Rubbia